# Волокитина, Ольга Викторовна
Ольга Викторовна Волокитина (род. 1963 год, Москва) — российский художник, член-корреспондент Российской академии художеств (2012). Одна из учениц советского и российского художника С. Н. Андрияки. Заслуженный художник Российской Федерации (2017).

## Биография
Родилась в 1963 году в Москве.
В 1993 году — с отличием окончила факультет станковой живописи Московского государственного академического института имени В. И. Сурикова, преподаватель В. Н. Забелин.
В 1994 году — вступила в Международный Художественный Фонд.
В 1994 году являлась стипендиатом Союза художников России.
В 1999 году — вступила в секцию живописи Московского Союза художников, в 2005 году перешла в секцию графики.
С 1999 года — преподаватель и инструктор-методист Московской государственной специализированной школы акварели Сергея Андрияки, доцент и методист (с 2012 года).
В 2005 году — вступила в Творческий союз художников России и Международную Федерацию Художников (секция живописи).
В 2012 году — избрана членом-корреспондентом Российской академии художеств.
Член редакционной коллегии научно-методического журнала "Secreta Artis" .
Автор научных публикаций .

## Награды
- Заслуженный художник Российской Федерации (2017)[2].
- Почётный деятель искусств города Москвы (2011).
- В 2015 г. за высокие достижения в художественно-педагогической деятельности награждена Благодарностью министра культуры Российской Федерации (приказ № 34-вн от 10.07.2015).
- В 2005 г. награждена бронзовой медалью, в 2012 г. – серебряной медалью Творческого союза художников России «За вклад в Отечественную культуру».
- Благодарность Российской Академии Художеств (2017).
- Орден общероссийской общественной организации ветеранов органов внутренних дел «За заслуги» (приказ от 30 марта 2023 г. № 115) за большой личный вклад в нравственно-патриотическое воспитание молодых сотрудников ОВД и гражданской молодежи.

## Преподавательская деятельность
С 2012 г. является доцентом и методистом кафедры рисунка, живописи, композиции и изящных искусств Федерального государственного бюджетного образовательного учреждения высшего образования Академия акварели и изящных искусств Сергея Андрияки.
С 2015 г. О. В. Волокитина принимает участие в работе Образовательного фонда «Талант и успех», созданного по инициативе Президента Российской Федерации в образовательном центре «Сириус» (Сочи). 

## Работы в музеях
Работы находятся в 15 музеях и объединениях.
1.   Федеральное государственное бюджетное учреждение культуры «Государственный музей Л. Н. Толстого» г. Москва («Золотая осень»)
2.   Государственное бюджетное учреждение культуры Московской области «Звенигородский историко-архитектурный и художественный музей» («Берег»)
3.   Александровский художественный музей («Букет хризантем»)
4.   Угличский историко-архитектурный и художественный музей («Натюрморт с цветами и фруктами»)
5.   Музейное объединение «Музей истории Москвы» («Интерьер с камином (особняк Морозова на Воздвиженке)
6.   Рыбинский государственный историко-архитектурный и художественный музей-заповедник («Тыквы и яблоки», «Осенний натюрморт»)
7.   Ульяновский областной художественный музей («В лесу», «Вечерний пейзаж»)
8.   Ярославский государственный историко-архитектурный музей-заповедник («Осень»)
9.   Музей им. А. С. Пушкина г. Торжок (Тверской государственный объединенный музей) («Весна»)
10. Вологодская областная картинная галерея («Натюрморт с подсолнухами»).

## Публикации
1. Волокитина О. В. Выставка «Сказки русского леса» // Secreta Artis. 2018. № 4 (04). С. 100–101.
2. Волокитина О. В. Гризайль – обучение гармонии. Рецензия на учебно-методическое пособие: Андрияка С. Н. Акварельный пейзаж: Часть II. М.: Академия акварели и изящных искусств Сергея Андрияки, 2019. 88 с., илл. // Secreta Artis. 2020. № 1 (09). С. 80–84.
3. Волокитина О. В. Гризайль как основа техники многослойной акварели в методике С. Н Андрияки // Современное художественное образование: путь к успеху. Сборник материалов Международной научно-практической конференции / Сост. к. п. н. Н. В. Курбатова, к. п. н., доц., проф., член-корр. Международной академии наук педагогического образования (МАНПО) Г. В. Черемных. М.: Издательство Академии акварели и изящных искусств Сергея Андрияки, 2020. 320 с. С. 57–61.
4. Волокитина О. В. Классическая эмаль: создание эскиза // Secreta Artis. 2019. № 3 (07). С. 62–73.
5. Волокитина О. В. Научно-творческая работа по воссозданию исторического облика Московского Кремля // Secreta Artis. 2018. № 1 (01). С. 95–97.
6. Волокитина О. В. «…Небо – в чашечке цветка» // Secreta Artis. 2023. Т. 6. Вып. 1. С. 26–41. DOI 10.51236/2618-7140-2023-6-1-26-41.
7. Волокитина О. В. Опыт постановки драпировок в жанре натюрморта-обманки // Современное художественное образование: отвечая на вызовы времени. Сборник материалов Международной научно-практической конференции / Сост. к. п. н. Н. В. Курбатова. М.: Издательство Академии акварели и изящных искусств Сергея Андрияки, 2022. 124 с. С. 31–38.
8. Волокитина О. В. Умение видеть // Урок: рекламно-информационная газета. Март 2009. № 4 (205). С. 10.
9. Волокитина О. В. Философия учебного пленэра // Художественная школа. 2012. № 4 (49). 48 с. С. 46–48.
10. Волокитина О. В., Саливан В. А. Натюрморт из старинных книг. Акварель, гризайль (сепия). Наглядное учебно-методическое пособие для преподавания гризайли по авторской методике С. Н. Андрияки // Secreta Artis. 2021. Т. 4. Вып. 1. С. 74–77.
11. Волокитина О. В. «…Небо – в чашечке цветка» // Secreta Artis. 2023. Т. 6. Вып. 1. С. 26–41. https://doi.org/10.51236/2618-7140-2023-6-1-26-41
12. Волокитина О. В. Тема детства в жанре станкового натюрморта // Современное художественное образование: сотрудничество и взаимодействие. Сборник материалов Международной научно-практической конференции / Сост. к.п.н. Н. В. Курбатова. М.: Издательство Академии акварели и изящных искусств Сергея Андрияки, 2023. С. 81–91.
13. Ольга Волокитина. Живопись, рисунок: Альбом / О. В. Волокитина, В. С. Погодин. М.: Федеральное государственное бюджетное образовательное учреждение высшего образования «Академия акварели и изящных искусств Сергея Андрияки», 2008. 64 с.
14. [Автор методических текстов] // Айвазовский и великие русские маринисты: Каталог учебно – методической выставки / Кураторы выставки: В. А. Верна, О. К. Цехановская / автор статей: О. К. Цехановская. М.: Издательство Академии изящных искусств Сергея Андрияки, 2016. 68 с.
15. [Автор методических текстов] // Зинаида Серебрякова и династия художников Бенуа – Лансере: Каталог учебно – методической выставки / Кураторы выставки: В. А. Верна, Л. Г. Соснина / автор статьи: Л. Г. Соснина / М.: Издательство Академии изящных искусств Сергея Андрияки, 2016. 52 с.   
16. [Научный редактор] // Андрияка С. Н. Начальный рисунок: Учебно-методическое пособие. М.: Федеральное государственное бюджетное образовательное учреждение высшего образования «Академия акварели и изящных искусств Сергея Андрияки», 2023. 144 с.